# الألعاب الإفريقية 2023
الألعاب الأفريقية 2023 أو الألعاب الأفريقية الثالثة عشرة من المتوقع أن تقام في 3 مدن بدولة غانا في عام 2023 وهما أكرا،كوماسي وكيب كوست.